# الدوري السلوفيني لكرة القدم 1969–70
الدوري السلوفيني لكرة القدم 1969–70 هو موسم من الدوري السلوفيني لكرة القدم ‏. فاز فيه نادي مورة ‏.